# جنگل‌های مختلط اروپای مرکزی
جنگل‌های مخلوط اروپای مرکزی (به لاتین: Central European mixed forests) یک منطقهٔ مسکونی و جنگل در اتریش است.